# Polygala wenxianensis
Polygala wenxianensis är en jungfrulinsväxtart som beskrevs av Y.S. Zhou och Z.X. Peng. Polygala wenxianensis ingår i släktet jungfrulinssläktet, och familjen jungfrulinsväxter. Inga underarter finns listade i Catalogue of Life.